# Teluk Bakau (Gunung Kijang)
Teluk Bakau is een bestuurslaag in het regentschap Bintan van de provincie Riau-archipel, Indonesië. Teluk Bakau telt 2044 inwoners (volkstelling 2010).